# Língua paipai
Paipai é a língua nativa dos Paipai. Faz parte da família das línguas Yuman. Restam somente poucos falantes maioria dos paipai agora vive em aldeias Kumeyaay.
Acredita-se que paipai tenha sido separado das línguas Pai Medionais há muitos anos. Na tradição oral da maioria das tribos Yuman, povo desceu da Spirit Mountain - Avikwame (também conhecida como Newberry Mt.) para onde “Kumat” os dirigiu. Então, nesse mesmo tempo, os Paipai poderiam estar com as outras tribos.
A língua Paipai foi documentada por Judith Joël e Mauricio J. Mixco, que publicaram textos e estudos de sintaxe.
Dentro da família Yuman, Paipai pertence ao ramo Pai, que também inclui a língua Yuman das terras altas, cujos dialetos são falados pelos povos Yavapai, Hualapai, Walapai, e Havasupai do oeste do Arizona. A relação entre Paipai e Upland Yuman é muito próxima; alguns observadores sugeriram que Paipai e Yavapai são mutuamente inteligíveis, enquanto outros observadores afirmam que o contrário.
A técnica controversa da gloto-cronologia sugere que o ramo Pai de Yuman pode ter se separado dos outros dois ramos do Núcleo Yuman (Yuman do Rio e Yuman Delta-Califórnia) há cerca de 1.000-1.700 anos. Paipai pode ter se separado do Planalto Yuman mil anos atrás ou até menos tempo.

## Escrita
A língua Paipai  usa o alfabeto latino sem as letras F, V; Usa as formas Ch, Ñ e o apóstrofo

## Amostra de Texto
Ksar i kukuach ñu chipay ipay chuxumey, chipay paytum kyawa ñukuey may kurum kixkem kur zpok, ñilyomuk mitixiopeek vaak, ñulyomuh miñua xipeem mik, pa knaa k'im ib, em kos pa knaa tem, knaab k'am chapay mat kurum kixkeem kur zpok knaab. Ipeuliku i ksar ñuy, yuso pa iway ha soo ku ichte ? Mat kur yut pa yaih ñpim tuk, ñtum pa iway wirruliy vyauik pilñtemum mat cham ñikabyuchum vaak yok. Pa naar yok sook. Sook ñubuih ñ'am, ñsakyaw ipeulik. Mat kur kabyumum ñukuey kixkeso kur zpok; miziek vaak, mkuachik mik, mkuachum kixkee, kabñyum poa knaa ib, yuso pemi, ichmikunabu k'am say, chapayt kurum kixkech ha mikunabu k'am.